# Latarnia morska Pakri
Latarnia morska Pakri (est. Pakri tuletorn) – latarnia morska położona na półwyspie Pakri na północ od portu Paldiski w prowincji Harjumaa.
25 listopada 1997 roku latarnię wpisano na listę narodowych zabytków Estonii pod numerem 9496. Na liście świateł nawigacyjnych Estonii – rejestrze Urzędu Transportu Morskiego (Veeteede Amet) w Tallinnie – ma numer 380.
Pierwsza latarnia na półwyspie Pakri została zbudowana w 1724 roku w miejscu wskazanym osobiście przez cara Piotra Wielkiego. W 1889 roku wybudowano nową oddaloną od poprzedniej o około 80 m wieżę latarni. Zbudowana została z piaskowca w lokalizacji oddalonej od podlegającemu erozji klifu. W okresie II wojny światowej latarnia została poważnie uszkodzona. Po zakończeniu wojny władze Estońskiej Socjalistycznej Republiki Radzieckiej rozpoczęły odbudowę latarni. W 2001 roku latarnię odnowiono. W sąsiedztwie latarni zachowały się budynki domu latarnika, sauny, piwnicy oraz magazynowe, które powstały na przestrzeni XIX i XX wieku.